# Грич, Франциска
Франциска Грич (нем. Franziska Gritsch; 15 марта 1997, Инсбрук) — австрийская горнолыжница. Серебряный призёр чемпионата мира 2019 года в командных соревнованиях. Специализируется в слаломных дисциплинах. Член сборной команды Австрии по горнолыжному спорту.

## Карьера
Австрийская лыжница родом из Зельдена и представляет лыжный клуб Зельдена. Она начала кататься на лыжах в возрасте двух с половиной лет. Выпускница школы лыжных отелей Бад Хофгаштайн, живёт в Умхаузене.
28 декабря 2017 года она дебютировала на этапе Кубка мира в австрийском Лиенце в слаломной гонке. В декабре 2018 года она завоевала свои первые очки на этапах Кубка мира с 13-м местом в параллельном слаломе в Санкт-Морице. На чемпионате мира 2019 года она была заявлена в командных соревнованиях. Хотя стартовать ей так и не пришлось, вместе с австрийской командой она завоевала серебряную медаль турнира.
В сезоне 2019/2020, 15 декабря 2019 года, на этапе в Санкт-Морице, она показала третье время в параллельном слаломе. Это первый её подиум в карьере.

## Выступления на крупнейших соревнованиях

### Чемпионаты мира
| Чемпионат мира | Скоростной спуск | Супергигант | Гигантский слалом | Слалом | Комбинация | Команды |
| -------------- | ---------------- | ----------- | ----------------- | ------ | ---------- | ------- |
| 2019 Оре       | —                | —           | —                 | —      | 8          | 2       |

### Победы на этапах Кубка мира (0)

#### Подиум (2)
| Сезон     | Дата            | Место проведения       | Дисциплина          | Место |
| --------- | --------------- | ---------------------- | ------------------- | ----- |
| 2019/2020 | 15 декабря 2019 | Санкт-Мориц, Швейцария | Параллельный слалом | 3     |
| 2022/2023 | 5 марта 2023    | Квитфьелль, Норвегия   | Супергигант         | 3     |